# برنت سانچو
برنت سانچو (انگلیسی: Brent Sancho؛ زادهٔ ۱۳ مارس ۱۹۷۷) یک بازیکن فوتبال اهل ترینیداد و توباگو است.
وی همچنین در تیم ملی فوتبال ترینیداد و توباگو بازی کرده‌است.